# FTIR-Spektrometer
Das FTIR-Spektrometer (Abkürzung für Fourier-Transform-Infrarotspektrometer bzw. Fourier-Transformations-Infrarotspektrometer) ist eine spezielle Variante eines Spektrometers, ein Messgerät für die Infrarotspektroskopie; in diesem Zusammenhang wird auch oft von der FTIR-Spektroskopie gesprochen. Anders als bei dispersiven Messgeräten wird bei FTIR-Spektrometern das Spektrum nicht durch schrittweise erfolgende Änderung der Wellenlänge aufgenommen. Stattdessen wird es durch eine Fourier-Transformation eines gemessenen Interferogramms berechnet. Wesentlicher Bestandteil des Spektrometers ist das Interferometer, z. B. ein Michelson-Interferometer.

## Das FTIR-Spektrometer

### Aufbau
Das FTIR-Spektrometer besteht mindestens aus folgenden Komponenten:
- Strahlungsquelle: ein schwarzer Körper, der erhitzt wird
- Strahlengang: eine Anordnung von parabolen und planen Spiegeln, die die Strahlung der Quelle zuerst aufweitet, zwischen zwei parallele Spiegel einkoppelt, auskoppelt und wieder konzentriert.
- Interferometer, bestehend aus:
  - Strahlteiler: erzeugt aus dem von der Strahlungsquelle kommenden Strahl zwei Strahlen und rekombiniert diese wieder
  - Spiegelantrieb: verändert kontinuierlich den Abstand der Interferometerspiegel
  - HeNe-Laser: als Referenzstrahlungsquelle zur Bestimmung des Ortes des oder der beweglichen Interferometerspiegel
- Strahlungsdetektor: ein schwarzer Körper, der die Energie der ankommenden Photonen in elektrische Signale umwandelt
- Rechner: zur Durchführung der Fourier-Transformation des gemessenen elektrischen Signals, im Ergebnis erhält man die spektrale Zusammensetzung, also das IR-Spektrum.

### Funktionsweise

Prinzipieller Aufbau eines FTIR-Spektrometers mit Michelson-Interferometer

Die Spiegel sind im System so angeordnet, dass sie beispielsweise ein Michelson-Interferometer bilden.
Dabei wird der Strahl, der von der Quelle kommt, durch einen Strahlteiler in zwei Einzelstrahlen aufgespalten. Einer davon wird auf einen festen Spiegel gelenkt und reflektiert, der andere auf einen beweglichen Spiegel. Danach werden die beiden Strahlen wieder zusammengeführt, so dass sie, abhängig von den im Strahl enthaltenen Frequenzen und vom Spiegelweg, interferieren. So erhält man ein Interferogramm mit einem großen Maximum (engl.: center burst) dort, wo beide Spiegel gleich weit vom Strahlteiler entfernt waren und somit alle Frequenzen additiv interferiert haben, und relativ flachen Ausläufern (engl.: wings). Das Interferogramm (in der Regel ohne den Gleichstromanteil, das heißt, auf 0 normiert)  wird dann über eine Fourier-Transformation in ein Spektrum umgewandelt.
Um die Nachweisstärke zu erhöhen, wird der Strahlungsdetektor üblicherweise mit flüssigem Stickstoff auf 77 K abgekühlt. Aktuell wird auch eine Kühlung mit Hilfe von Lasern untersucht.

### Eigenschaften
Das spektrale Auflösungsvermögen eines FTIR-Spektrometers ist im Wesentlichen durch die endliche Weglänge L des beweglichen Spiegels begrenzt. Es beträgt
{\displaystyle {\frac {\nu }{\Delta \nu }}=2L\nu }.
Das heißt, je größer die Scanlänge ist, desto höher ist die spektrale Auflösung. Des Weiteren hängt sie nicht von der Anzahl N der aufgenommenen Messpunkte ab. Diese bestimmt lediglich die maximal messbare Wellenzahl {\displaystyle \nu _{\mathrm {max} }}, die nach dem Nyquist-Shannon-Abtasttheorem durch die halbe Samplerate gegeben ist.

## Geschichte
Das erste kostengünstige Spektralphotometer, das ein Infrarotspektrum aufnehmen konnte, war das 1957 hergestellte Perkin-Elmer Infracord, das den Wellenlängenbereich von 2,5 μm bis 15 μm abdeckte (Wellenzahlbereich 4.000 cm−1 bis 660 cm−1). Die untere Wellenlängengrenze wurde gewählt, um die höchste bekannte Grundfrequenz einer molekularen Schwingung zu erfassen. Die obere Grenze ergab sich aus der Tatsache, dass das dispergierende Element ein Prisma aus einem Einkristall von Natriumchlorid war, das bei Wellenlängen über 15 μm undurchsichtig wird; dieser Spektralbereich wurde als Steinsalzbereich bekannt. Spätere Instrumente verwendeten Kaliumbromidprismen, um den Bereich auf 25 μm (400 cm−1) und Cäsiumiodid auf 50 μm (200 cm−1) zu erweitern. Der Bereich jenseits von 50 μm (200 cm−1) wurde als Ferninfrarotbereich bekannt; bei sehr langen Wellenlängen geht er in den Mikrowellenbereich über. Messungen im fernen Infrarot erforderten die Entwicklung von Beugungsgittern mit exakten Linien, die die Prismen als Dispersionselemente ersetzen sollten, da Salzkristalle in diesem Bereich undurchsichtig sind. Wegen der geringen Energie der Strahlung wurden empfindlichere Detektoren als das Bolometer benötigt. Ein solcher Detektor war die Golay-Zelle. Ein weiteres Problem ist die Notwendigkeit, atmosphärischen Wasserdampf auszuschließen, da Wasserdampf in diesem Bereich ein intensives reines Rotationsspektrum aufweist. Ferninfrarot-Spektralphotometer waren umständlich, langsam und teuer. Die Vorteile des Michelson-Interferometers waren bekannt, aber es mussten noch erhebliche technische Schwierigkeiten überwunden werden, bevor ein kommerzielles Gerät gebaut werden konnte. Außerdem war ein elektronischer Computer erforderlich, um die erforderliche Fourier-Transformation durchzuführen, was erst mit dem Aufkommen von Minicomputern wie der PDP-8, die 1965 auf den Markt kamen, möglich wurde. Digilab verkaufte 1969 das weltweit erste kommerzielle FTIR-Spektrometer (Modell FTS-14). Die FTIR-Geräte von Digilab sind heute Teil der Molekularproduktlinie von Agilent Technologies, nachdem Agilent das Spektroskopiegeschäft von Varian übernommen hat.

## Vorteile von FTIR-Spektrometern gegenüber dispersiven Geräten
Verglichen mit dispersiv arbeitenden Spektrometern zeichnet sich ein FTIR-Spektrometer durch wesentlich kürzere Messzeiten und ein damit verbunden besseres Signal-Rausch-Verhältnis aus. Daraus ergeben sich drei wesentliche Vorteile gegenüber dispersiven Geräten:
Durchsatz- oder Jacquinot-VorteilDurch Wegfall des bei den dispersiven Spektrometern nötigen Spaltes, welcher die Auflösung bestimmt, erreicht eine größere Lichtmenge den Detektor. Es können kreisrunde Blenden verwendet werden, die anders als Spaltblenden das Licht auch streuen können, solange nicht die nächste Beugungsordnung zum Interferometer gelangt. Es lässt sich so die Lichtausbeute um den Faktor 200 verbessern und damit wiederum das Signal-Rausch-Verhältnis.
Multiplex- oder Fellgett-VorteilDurch die Verwendung eines Interferometers statt eines Gittermonochromators wird das Spektrum nicht kontinuierlich in Abhängigkeit von der Wellenlänge gemessen, sondern alle Wellenlängen gleichzeitig, quasi als Momentaufnahme über den gesamten definierten Spektralbereich (Frequenzbereich). Dadurch erhöht sich das Signal-Rausch-Verhältnis um {\displaystyle {\sqrt {N}}} (bei {\displaystyle N} Spektralelementen).
Connes-VorteilDurch die Verwendung eines HeNe-Lasers als Referenz ergibt sich eine wesentlich höhere Genauigkeit der Frequenz- oder Wellenlängen-Achse im IR-Spektrum als bei dispersiven Spektrometern. Eine Genauigkeit der Wellenzahl von 0,001 cm−1 ist erreichbar.
Wie der Fellgett-Vorteil schon andeutet, ist das Spektrum eine Momentaufnahme. Das trifft besonders für die Fast-Scanning-FTIR-Spektrometer zu. Diese erlauben mit Aufnahmezeiten von Bruchteilen einer Sekunde die Studien dynamischer Prozesse.

## Anwendungen
Die FTIR-Spektrometer haben seit Ende der 1970er Jahre die dispersiven Geräte aus den Laboren zunehmend verdrängt. Heutzutage sind sie die meistverwendeten Spektrometer im Bereich der Infrarotspektroskopie. Zudem werden von verschiedenen Herstellern bereits FTIR-Spektrometer für Standardanalysen angeboten, die bequem auf einem Labortisch Platz finden. Auch werden transportable Geräte in zum Teil robusten Gehäusen angeboten, die auch für mobile Anwendungen oder Anwendungen im Bereich der Online-Prozessanalyse eingesetzt werden können.
Durch die Möglichkeit, im Vergleich zu dispersiven Spektrometern deutlich schnellere Messungen durchführen zu können, eignet es sich besonders für zeitabhängige Abläufe. Ein Anwendungsbeispiel ist die Identifizierung von Mikroorganismen. Durch Abgleich der Spektren kultivierter Mikroorganismen mit Datenbanken kann eine Zuordnung nach Genus teilweise auch Spezies erfolgen. Die Behördliche Lebensmittelüberwachung in Deutschland nutzt FT-IR zur epidemiologischen Aufklärung von Infektionswegen und arbeitet dabei interdisziplinär mit Medizinern und Veterinärmedizinern zusammen.
Ein anderer Anwendungsbereich ist die Prozessanalytik oder In-situ-Spektroskopie. Die FTIR-Technik erlaubt beispielsweise eine Online-Reaktionsverfolgung im Chemie- oder Bioreaktor. Da die Spektrometer bzw. deren Interferometer schwingungsarm gelagert werden sollten und „relativ“ groß sind, muss der Strahlengang aus dem Spektrometer hinaus in das Reaktionsgefäß hinein und wieder heraus zum Detektor geleitet werden. Dies wird heutzutage oft über flexible faseroptische ATR-Sonden ermöglicht.
Ein weiterer Bereich, in dem FTIR-Spektrometer weite Verbreitung gefunden haben, ist die Messung von Emissionen aus Verbrennungsvorgängen, wie Motoren oder Kraftwerken. Dies wurde hauptsächlich durch die Einführung des SCR-Verfahrens bei Fahrzeugen befördert, da hierdurch die gleichzeitige Messung aller für das Verfahren relevanten Größen, wie NO, NO2, NH3, N2O, H2O, CO2 möglich ist. Einzige Ausnahme stellt die Messung von Kohlenwasserstoffen dar. Hier kommt es zu größeren Abweichungen zwischen den mit einem FID bestimmten Konzentrationen. Der Grund hierfür liegt darin, dass mit Hilfe des FIDs ein Summen-Kohlenwasserstoffwert bestimmt wird, während das FTIR die Konzentration spezifischer Kohlenwasserstoffe bestimmt. Da das Abgas bis zu mehreren Hundert unterschiedliche Kohlenwasserstoffverbindungen enthalten kann, kommt es zu einer Mindererfassung der Summen-Kohlenwasserstoffe durch das FTIR-Spektrometer.
Mittels automatisiertem FTIR-Spektrometer kann der Formaldehydgehalt im Abgas von Verbrennungsmotoren ermittelt werden. Das zu beprobende Abgas durchströmt eine Messzelle, die von Infrarotstrahlung des Spektrometers durchleuchtet wird. Die Abschwächung bestimmter Wellenlängen gibt Auskunft über die Zusammensetzung des Abgases. Im Vergleich zu anderen Emissionsmessverfahren für Formaldehyd werden die Messergebnisse direkt ausgegeben.